# エチゴモグラ
エチゴモグラ (越後土竜、Mogera etigo) は、哺乳綱真無盲腸目モグラ科ニホンモグラ属に分類される哺乳類。

## 分布
日本（新潟県）固有種
主に加茂市・五泉市・三条市・新発田市・新津市（現在は新潟市）・弥彦村より西部の越後平野に分布し、見附市から栃尾市（現在は長岡市）にかけて隔離分布する。アズマモグラの分布域に囲まれて隔離分布することから、以前はより広域に分布していたと考えられている。

## 形態
頭胴長（体長）16.3 - 18.2センチメートル。尾長1.9 - 3センチメートル。体重112 - 164グラム。日本に分布するモグラ科の構成種では最大種。
後足長2.2 - 2.55センチメートル。

## 分類
大きさ以外に差異が無いことやミトコンドリアDNAの分子系統学的解析では差異が小さいという解析結果が得られたため、サドモグラの亜種とする説もあった。一方で染色体は生殖隔離を起こすほどの差異があるとして、別種とする説もある。

## 生態
沖積土壌地帯や水田の周辺に生息し、土壌が深く柔らかい環境を好む。
主に環形動物を食べるが、ケラなどの昆虫も食べる。
繁殖様式は胎生。春季に1回に2 - 6頭の幼獣を年に1回産む。

## 人間との関係
圃場整備や宅地開発による生息地の破壊、畦道や農道の改変などにより生息数が減少している。生息地の減少に伴い進入してきた、年に2回繁殖する・小型で肥沃で柔らかい土壌でなくても生息できるアズマモグラとの競合によっても生息数が減少している。
絶滅危惧IB類 (EN)（環境省レッドリスト）